# Jan Verkade

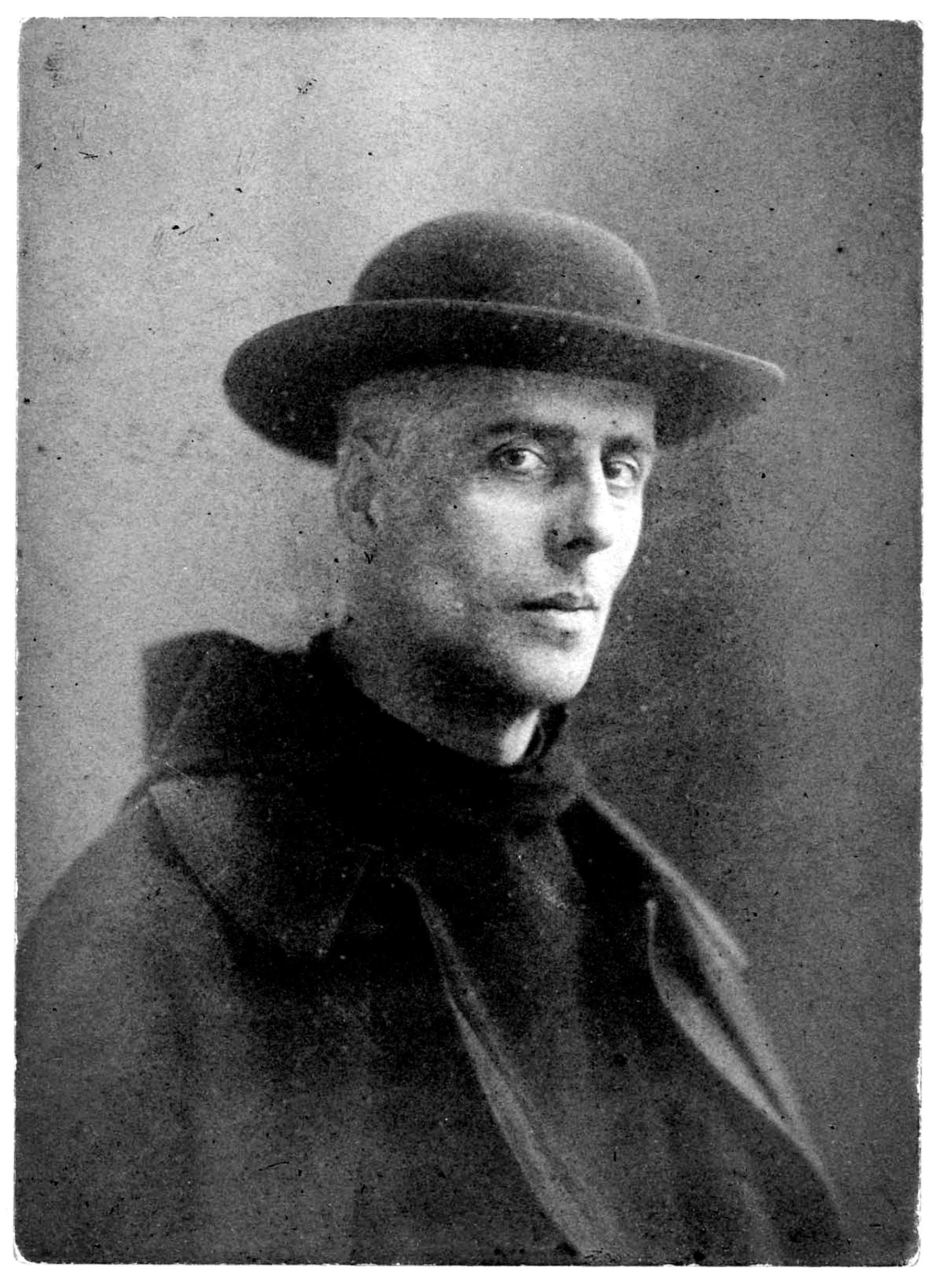
Jan Verkade en 1912 cuando se había convertido en el padre Willibrord

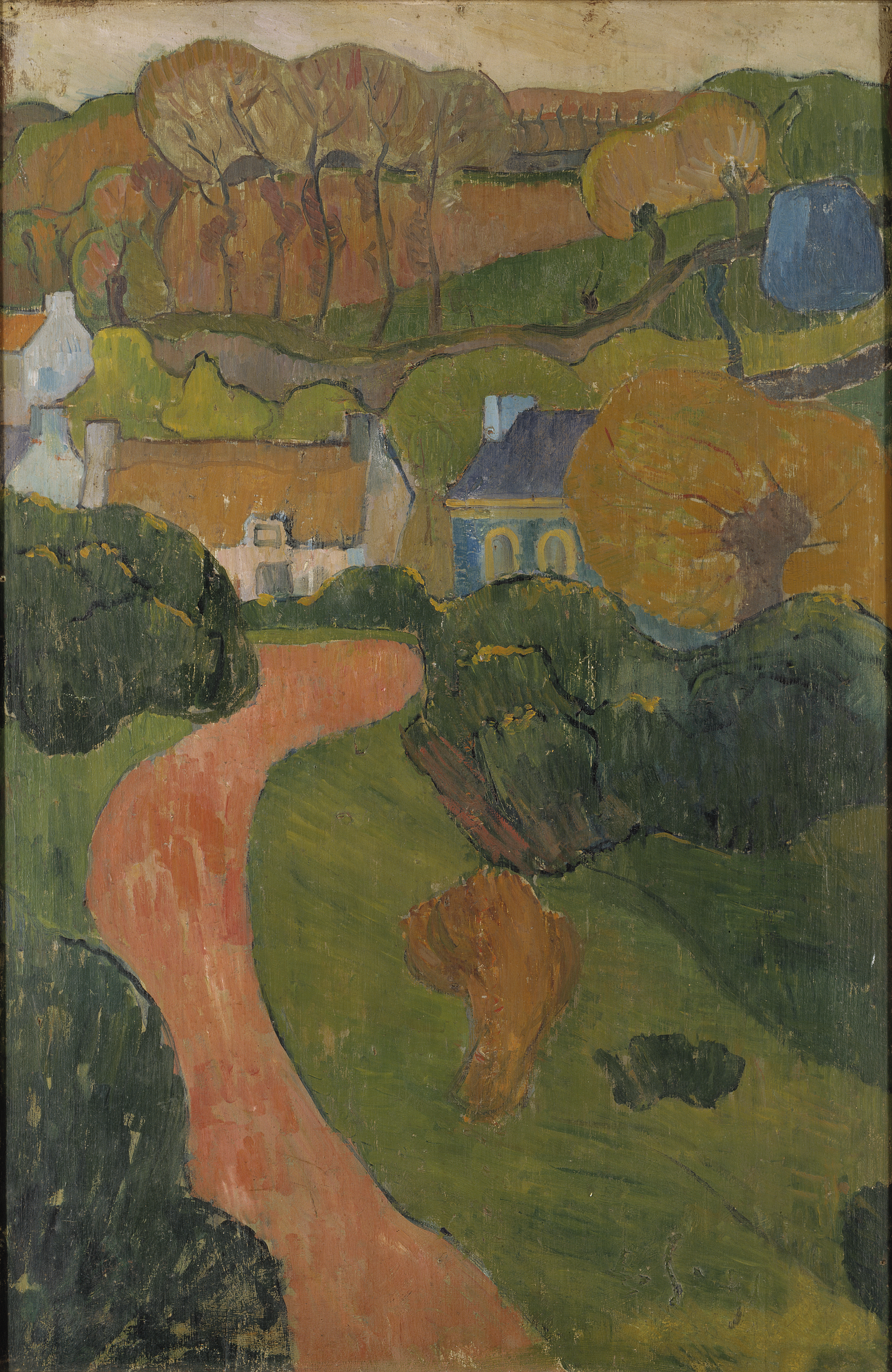
Paisaje decorativo II, 1891.

Johannes Sixtus Gerhardus ( Jan ) Verkade (18 de septiembre de 1868-19 de julio de 1946), posteriormente Willibrord Verkade OSB, fue un pintor neerlandés postimpresionista y simbolista. Discípulo de Paul Gauguin y amigo de Paul Sérusier, perteneció al círculo de artistas conocido como 'Les Nabis'. De origen anabaptista, su recorrido artístico y espiritual lo llevó a convertirse al catolicismo romano y a tomar las Órdenes Sagradas como monje benedictino, tomando el nombre religioso de Willibrord. Ingresó en la Archiabadía de Beuron y continuó su obra en un contexto religioso, trabajando en estrecha colaboración con Desiderius Lenz, líder de la Escuela de Arte de Beuron. Trabajó en toda Europa y tuvo una influencia importante en el desarrollo continuo del nuevo arte benedictino.

## Juventud
Jan Verkade nació como gemelo en Zaandam, hijo de Ericus Verkade, fundador de un conocido negocio de confitería. Su padre pertenecía a la secta menonita, grupo religioso que miraba con hostilidad al catolicismo. En 1877, la familia se trasladó a Ámsterdam y los gemelos fueron enviados a un internado religioso en Oisterwijk, donde se los consideró de desarrollo lento. A partir de 1883 asistieron a la Handelsschule de Ámsterdam. A lo largo de su infancia siempre fueron compañeros cercanos.
Una visita familiar a la Catedral de Colonia y en Trier, a la Porta Nigra, despertó la pasión artística de Verkade por lo Primitivo y lo Clásico. Jan aprovechó todas las oportunidades para estudiar y dibujar en las galerías del Rijksmuseum y, a menudo, faltaba a la escuela para dibujar en el jardín zoológico. Resistió las expectativas de unirse al negocio familiar y ser confirmado como menonita, y su padre aceptó la decisión de Jan de estudiar en la Academia Estatal de Bellas Artes de Ámsterdam. Su hermano gemelo fue enviado a Inglaterra para recibir formación empresarial, después de lo cual llevaron vidas separadas.
Siguió dos años y medio de estudio en la Rijksakademie, 1887-1889, aprendió la técnica pero sin espíritu: buscaba una voz artística para despertar sus sentimientos religiosos. En una época que glorificaba la tecnología y la vida de la ciudad, él cortejó la soledad rural. Vivió en Hattem durante dos años donde, decepcionado por gran parte de la literatura contemporánea, comenzó a encontrar respuestas en Una Confesión de Tolstoy, A Rebours de Huysmans y las obras de Baudelaire y Verlaine.

## París
Verkade se trasladó a París en febrero de 1891, donde Meijer de Haan le presentó a Paul Gauguin. Su estancia en París fue corta pero muy intensa. La revuelta simbolista contra el naturalismo y el realismo estaba entonces en marcha, y en el Café Voltaire conoció a los simbolistas literarios en torno a la figura de Jean Moréas, entre ellos el crítico Charles Morice, Albert Aurier, Julien Leclercq y el poeta Adolphe Retté. De vez en cuando aparecía por allí Paul Verlaine.
Jan buscó a Paul Sérusier, alumno y discípulo de Gauguin, y pintó con él en su estudio. Produjo un grupo de bodegones basados en los principios de Gauguin, sobre los cuales Gauguin le dio consejos y abrió su pensamiento. Explicó a Verkade que la comprensión estética debe impregnar la representación de la Naturaleza, que la obra de arte debe ser tanto una creación material como espiritual. Verkade vio esto como una percepción de la Creación divina. Sérusier y de Haan lo introdujeron entre ' Los Nabis ' (es decir, 'Los profetas'), especialmente aquellos que se conocieron en el estudio de Paul Ranson, incluidos Maurice Denis, Édouard Vuillard y su amigo Pierre Bonnard, y Ker-Xavier Roussel, y Ranson lo apodó 'le nabi obéliscal'.
Ranson y Sérusier siguieron una forma de teosofía orientalizada, y Verkade estuvo expuesto al resurgimiento del misticismo esotérico, el interés por la Cábala y las artes mágicas, que absorbieron a los simbolistas. Sacó mucho de ese misticismo, pero se adhirió a las creencias cristianas. Más tarde reconoció la opinión de Jørgensen de que el movimiento simbolista había heredado las preocupaciones sociales que surgían del vacío creado por la pérdida de la creencia en los milagros cristianos y la bancarrota espiritual fruto de la ciencia material.

## La conversión de Ballin y Verkade

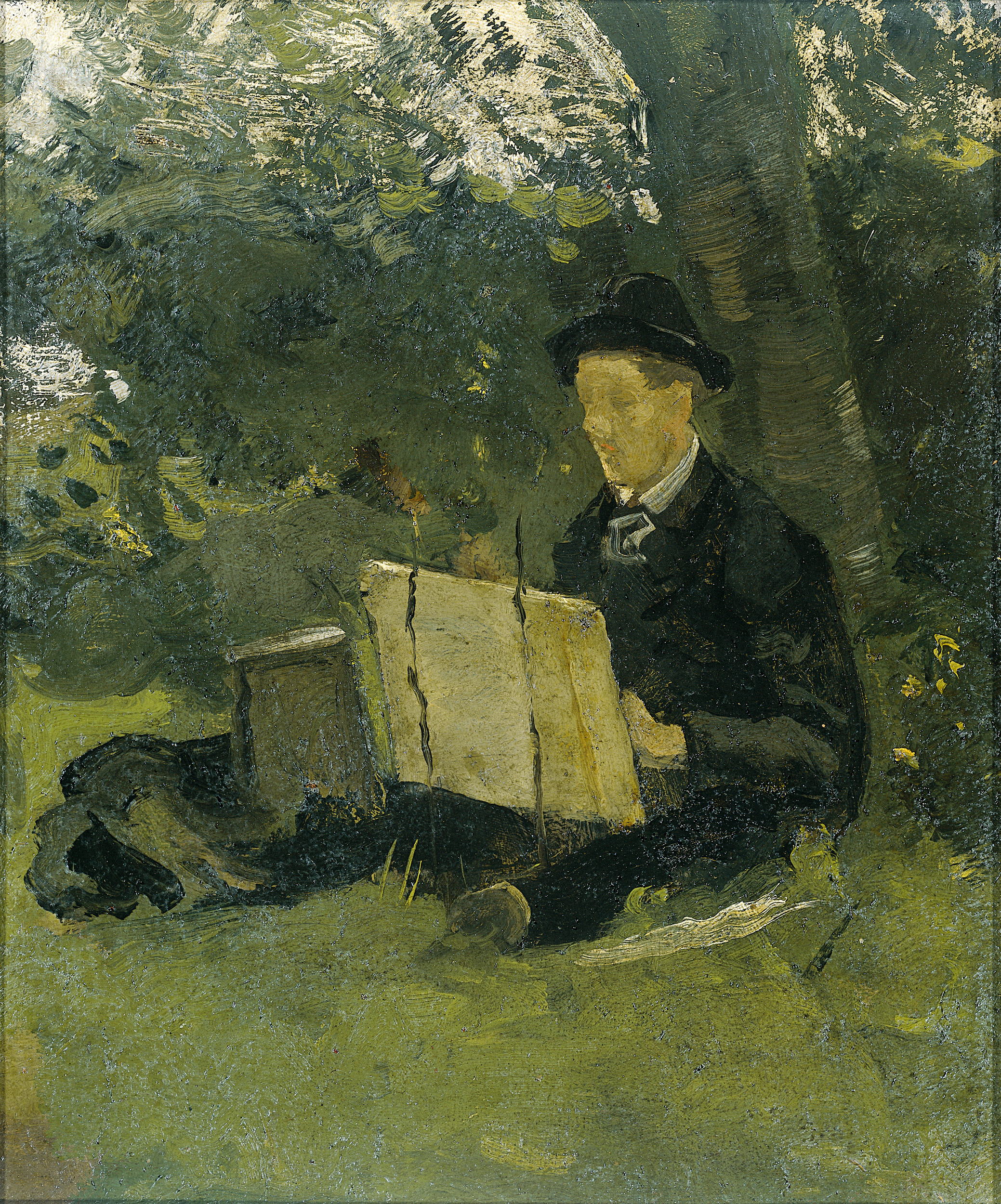
Verkade pintando bajo un árbol, 1892, de Richard Roland Holst (Rijksmuseum)

En el momento de la partida de Gauguin hacia Tahití, abril de 1891, Verkade conoció a Mogens Ballin, quien se unió a Verkade y Sérusier en una estancia en Bretaña, donde Paul había trabajado en Pont-Aven en los años anteriores. Respondiendo al paisaje ya las arraigadas costumbres religiosas de la gente del campo, e impulsado por las exposiciones espirituales de Sérusier, los sentimientos religiosos de Verkade crecieron. En Huelgoat se volvió retraído y meditativo, asistiendo a Misa por primera vez. Después de un tiempo en Le Pouldu, se fue a su casa en Ámsterdam durante cuatro meses, inmerso en la Seraphita de Balzac, y leyó por primera vez el Credo mientras escuchaba la Misa en si menor de Bach. Sérusier fue a visitarlo y regresaron juntos a París.
Verkade expuso con los Nabis en la Exposición 'Indépendents' de marzo de 1892. Las reuniones de los Nabis en el estudio de Ranson continuaron, pero pronto regresó a Saint-Nolff, armado con una Biblia, un Catecismo, Les Grands Initiés  Edouard Schuré (por recomendación de Sérusier) y las Confesiones de San Agustín. Reanudando el trabajo, leyó Schuré a fondo y se dio cuenta de su insuficiencia para él. En Saint-Nolff, él y Ballin crecieron juntos hacia el catolicismo: Verkade recibió instrucción formal y fue bautizado en Vannes.

## Italia
Después del bautismo Verkade y Ballin viajaron a Italia, permaneciendo primero en Florencia y visitando Siena, Pisa y Pistoia. Profundamente atraído por la vida del monasterio franciscano de Fiesole y por el ideal franciscano, Ballin fue bautizado (como 'Francesco') y buscaron un período de residencia. Fueron dirigidos a Roma para buscar el asentimiento, donde vieron mucho y cayeron bajo el hechizo de la Ciudad. Volviendo al norte por Asís esperaron el permiso del Provincial. Sérusier estaba entonces en Florencia y estaba sorprendido por su conversión, pero no desagradecido. De repente, Ballin fue llamado a Dinamarca para el servicio militar y, en mayo de 1893, Verkade emprendió sus meses de retiro solo en Fiesole. Encontró un profundo sosiego en la vida monástica, paz en el orden del santo servicio y sencillez de corazón y fe entre los residentes. Mientras estuvo allí, pintó dos murales, incluido uno de San Francisco, y escuchó cálidos informes de los artistas-monjes de Beuron.

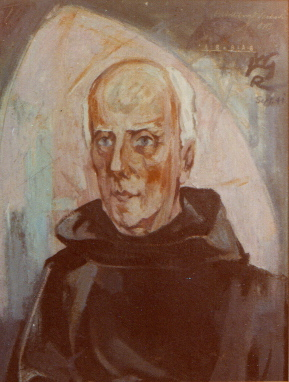
Verkade en 1946 (artista: Rudolf Heinisch)

## Hacia Beuron

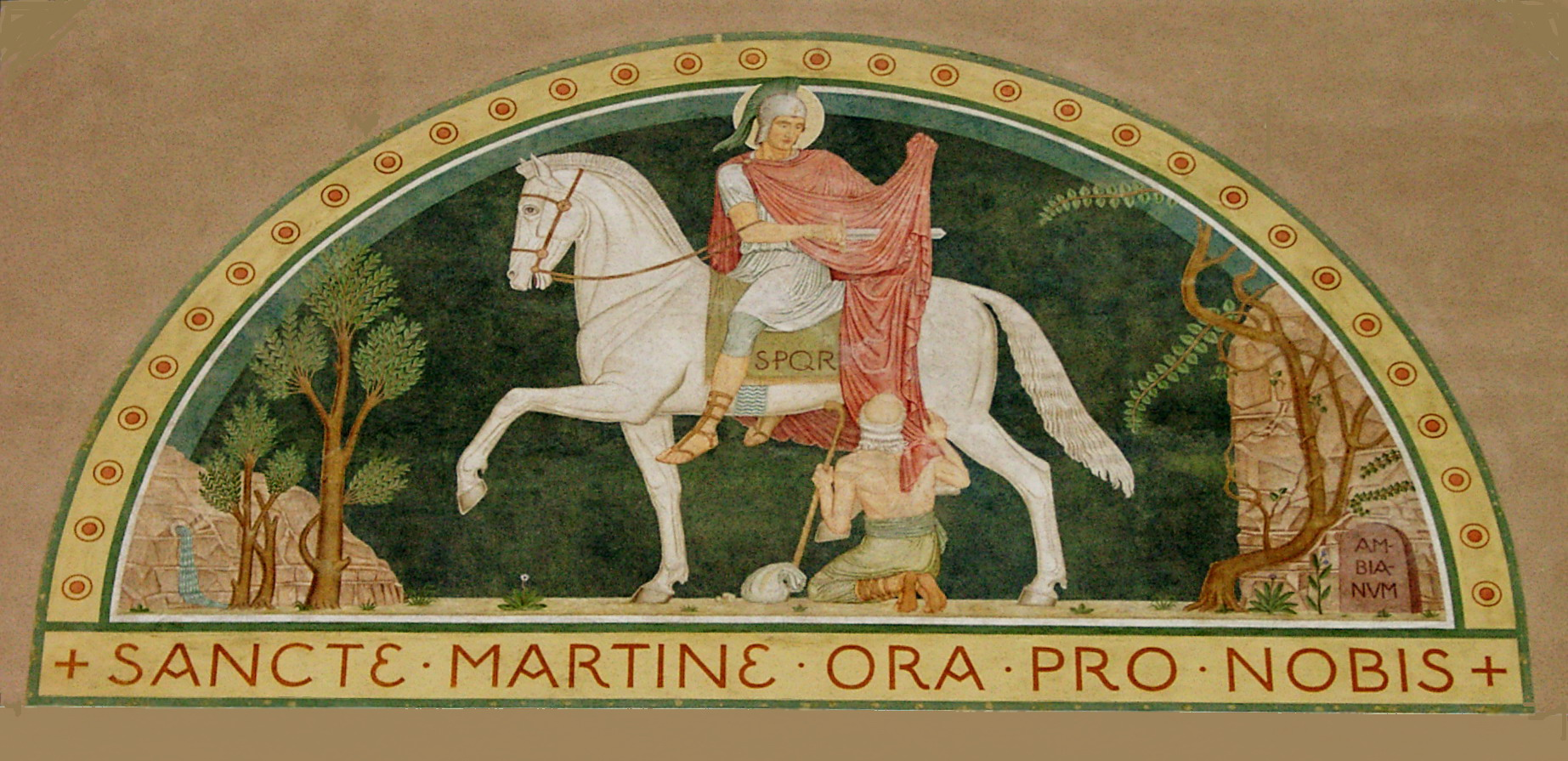
Imagen de San Martín en Beuron, atribuida a Jan Verkade

En noviembre, con la intención de volver a visitar a su familia, fue primero a Beuron y se quedó durante algún tiempo, visitando la Capilla Maurus y conociendo a Desiderius Lenz. La Abadía se encontraba entonces en su segunda fase, después de su cierre entre 1875 y 1887 durante la Kulturkampf. Adaptándose a las costumbres benedictinas, Verkade se sintió transportado por la música gregoriana de la misa y profundamente impresionado por la evolución de la obra de arte de Beuron, que se apartaba del arte moderno, y los volúmenes se subordinaban cada vez más a los elementos estilísticos de las escuelas de Cornelius y Kaulbach. En la vida benedictina basada en la liturgia, a la vez seria y alegre, reservada y meditativa, firme y versátil, para Verkade el espíritu, el intelecto y el corazón, todos los aspectos tenían su celebración, y todas las artes servían a sus verdaderos fines.
Después de visitar su casa, donde encontró aceptación, y de haber pasado algún tiempo con Ballin en Copenhague (donde se montó una exposición de su obra), regresó a Beuron. Comprendiendo la decisión que tenía ante sí, dejó de lado su carrera privada y en 1894 fue recibido como oblato en la comunidad. Así comenzó la fructificación de su obra en la Escuela de Arte de Beuron.

## Escritos
- Verkade, Willibrord (Ed.): Des Cennino Cennini Handbüchlein der Kunst. Neuübersetzt und herausgegeben. (Heitz und Mundel, Estrasburgo 1916).
- Verkade, Willibrord: Die Unruhe zu Gott. Erinnerungen eines Malermönchs (Herder & Co., Freiburg im Breisgau 1920). 5.ª edición (32-37.000), Imprimatur 1929, publicado en 1930. (Alemán). En francés como Le Tourment de Dieu: Étapes d'un Moine Peintre (traducción de Marguerite Faure), (L. Rouart & J. Waterlin, París 1923). En inglés como Die Unruhe zu Gott: Yesterdays of an Artist-Monk (traducción de JL Stoddard) (PJ Kenedy & Sons, Nueva York 1930). En 1930 también se publicaron traducciones al holandés, italiano, español y húngaro.
- Verkade, Willibrord (Ed.), Jan van Ruysbroeck (Traducciones del flamenco antiguo al nuevo alto alemán)

Jan van Ruysbroek 1. Die Zierde der geistlichen Hochzeit [Los esponsales espirituales] (Matthias-Grünewald-Verlag, Mainz - Hermann Rauch, Wiesbaden 1922).
Jan van Ruysbroek 2. Aus den Buch von den zwolf Berghinen [Del Libro de las Doce Beguinas] (Matthias-Grünewald-Verlag, Mainz - Hermann Rauch, Wiesbaden 1923).
Jan van Ruysbroek 3. Das Reich der Geliebten [Reino de los amantes divinos] (Matthias-Grünewald-Verlag, Maguncia - Hermann Rauch, Wiesbaden 1924).
- Verkade, Willibrord: Der Antrieb ins Vollkommene. Erinnerungen eines Malermönchs (Herder & Co., Freiburg im Breisgau 1931). Secuela de Die Unruhe zu Gott . ? Como en busca de la belleza (PJ Kenedy & Sons, Nueva York 1935).
- Verkade, Willibrord: Das Neue Gertrudenbuch, enthaltend St. Gertruds 'Geistliche Übungen' und Auszüge samt Gebeten aus dem 'Gesandten der göttlichen Liebe'. (Herder & Co., Freiburg im Breisgau 1936). (Reimpreso por Freundeskreis Kloster Helfta e. V, o. J., Halle).
- Verkade, Willibrord: Spuren des Daseins. Erkentnisse des Malermönchs Willibrord Verkade OSB (Matthias-Grünewald-Verlag, Mainz 1938).

El retrato de Verkade fue pintado por varios otros artistas, incluidos Richard Roland Holst (1891) y Rudolf Heinisch (1946).

## Galería

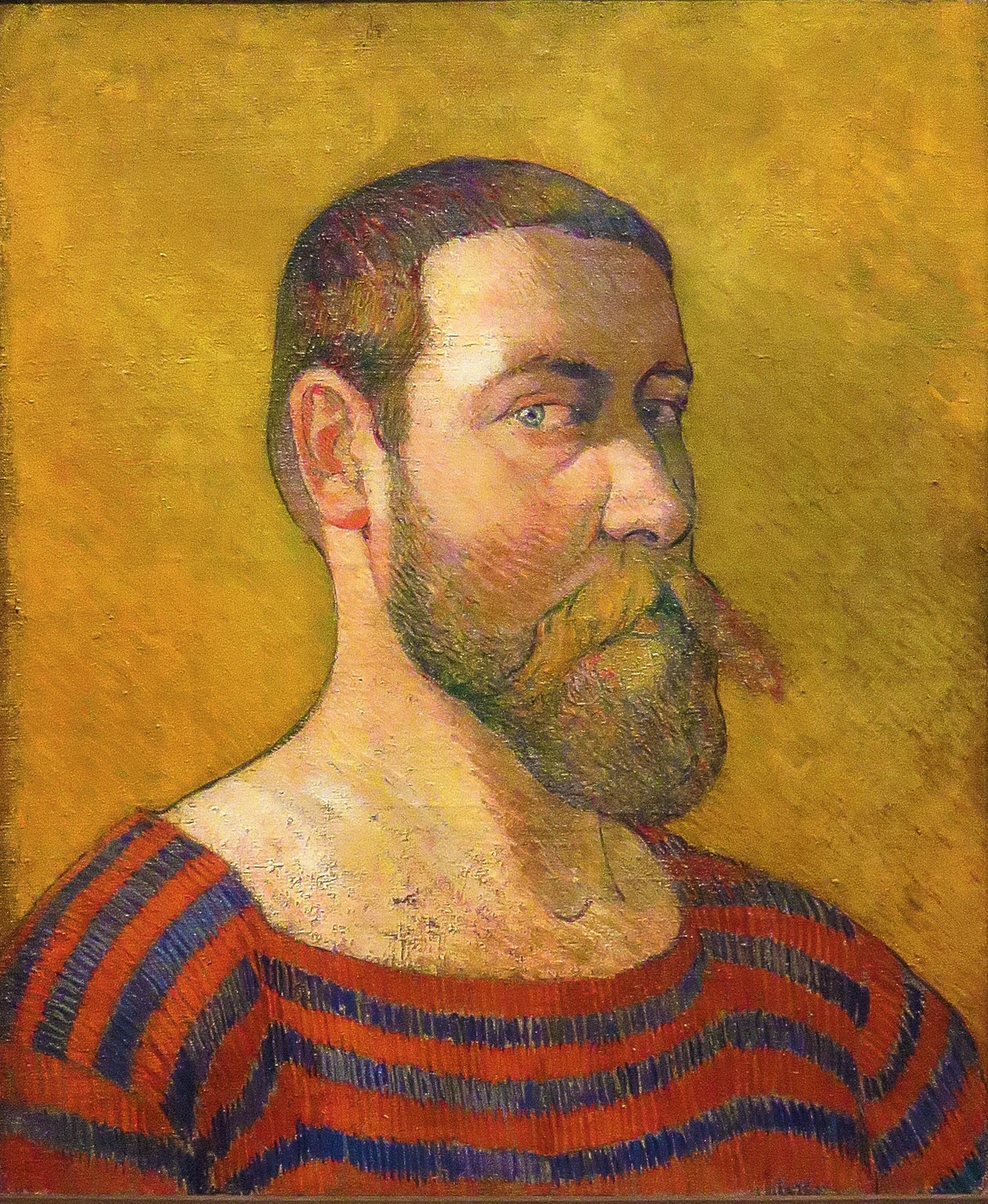
Autorretrato (1891/94)
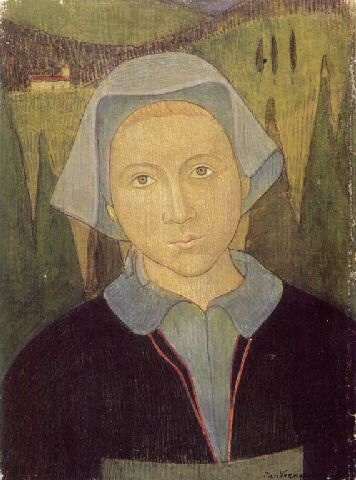
Herinnering (Recordando) (1891/92)
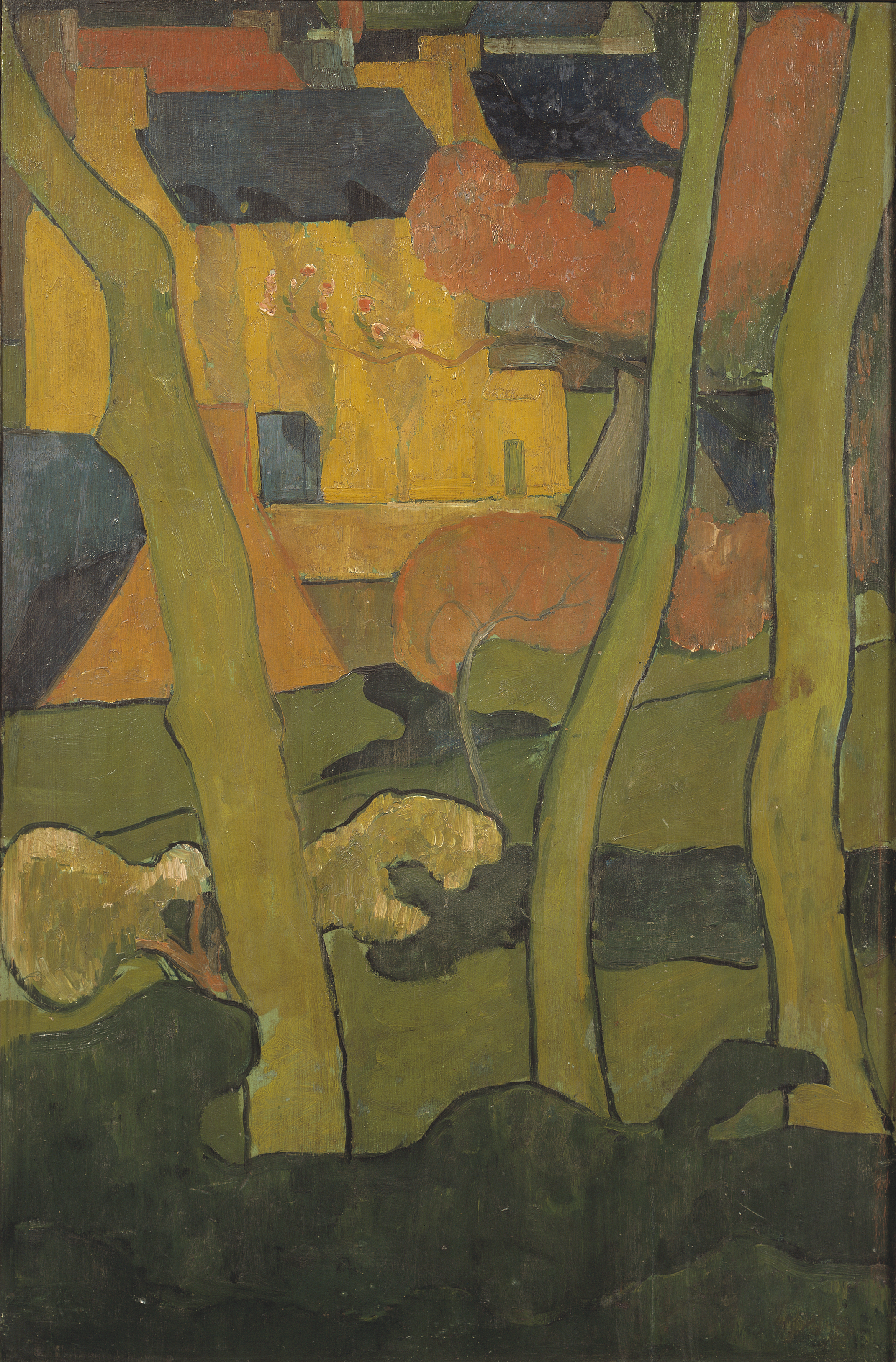
Paisaje decorativo I
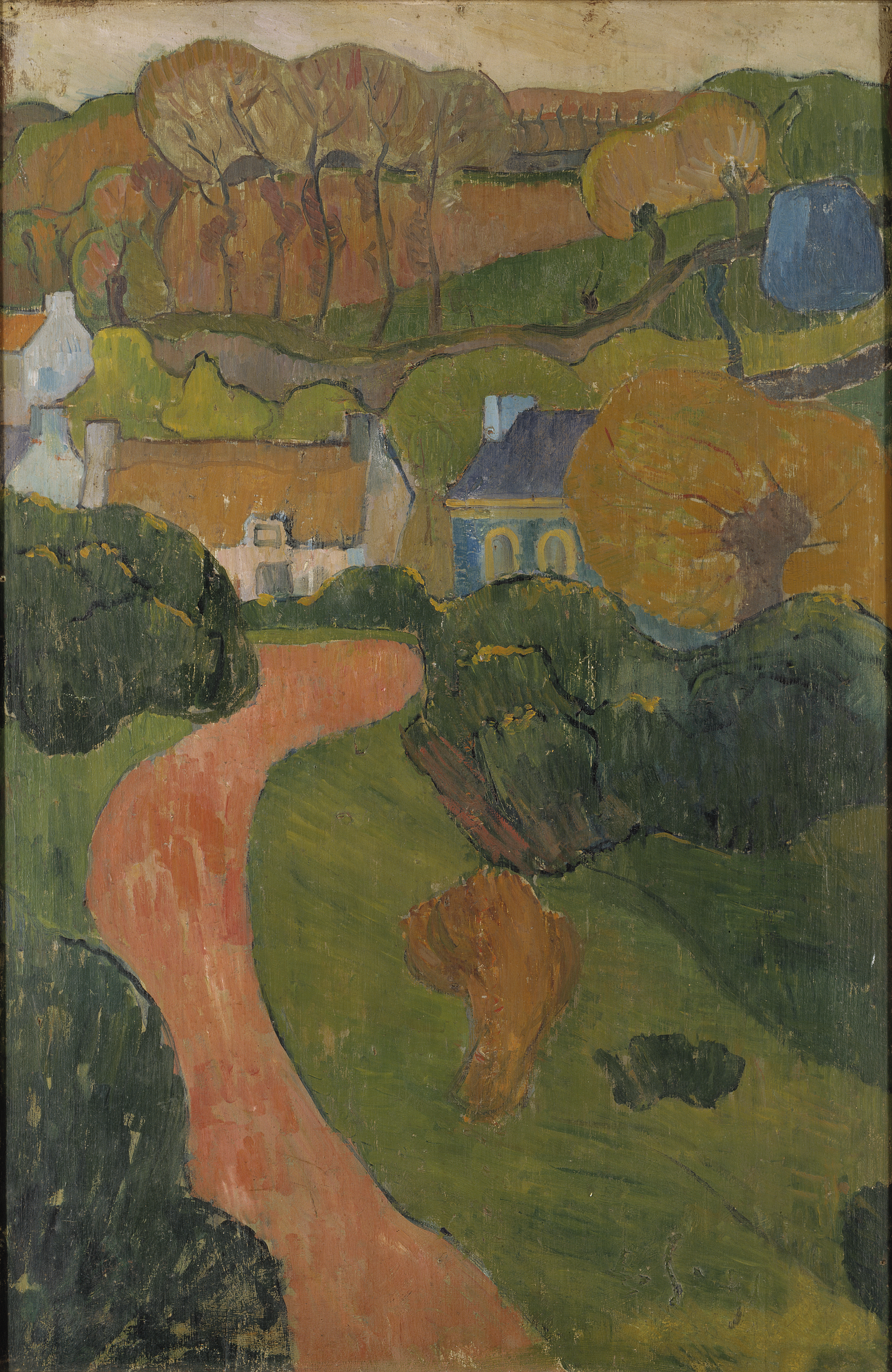
Paisaje Decorativo II
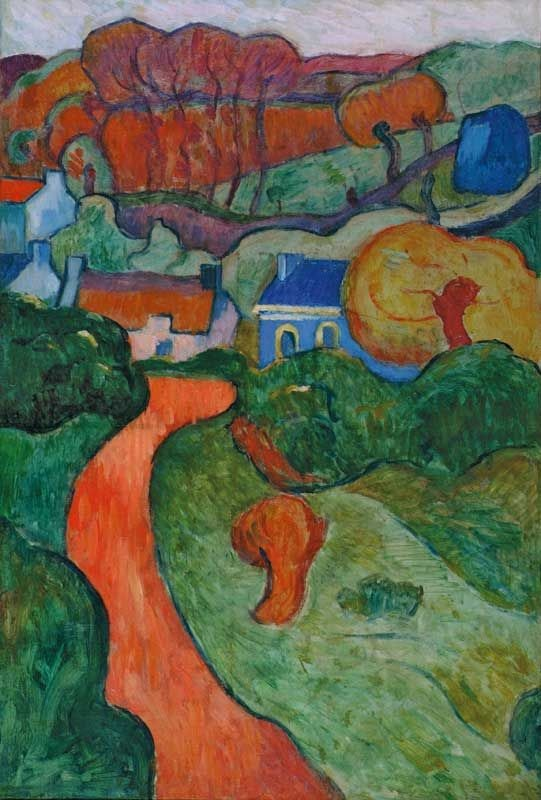
La ruta vers (1892)
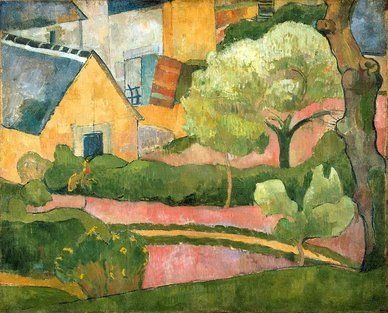
Pouldu (1892)
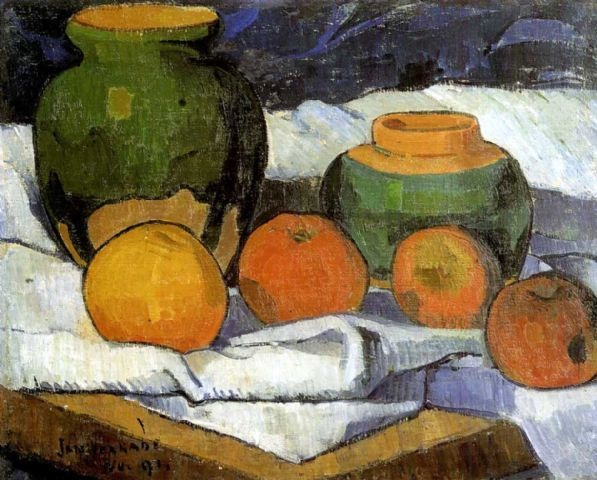
Bodegón con manzanas (c. 1891)
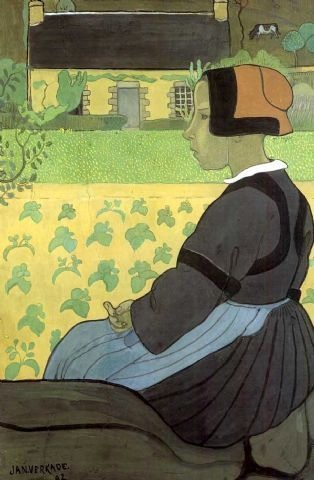
Campesina de St. Nolff (1892)
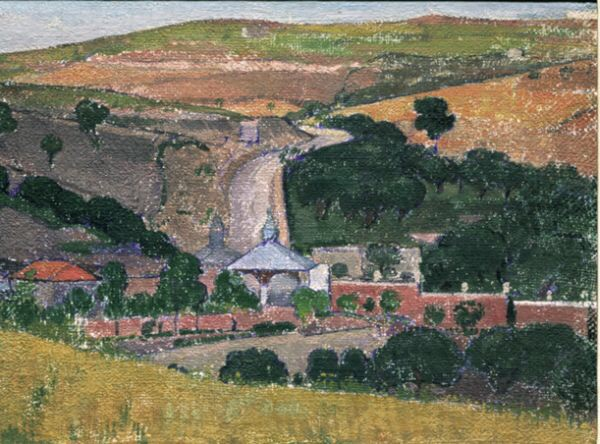
Ghetsemaní (1909-1913)
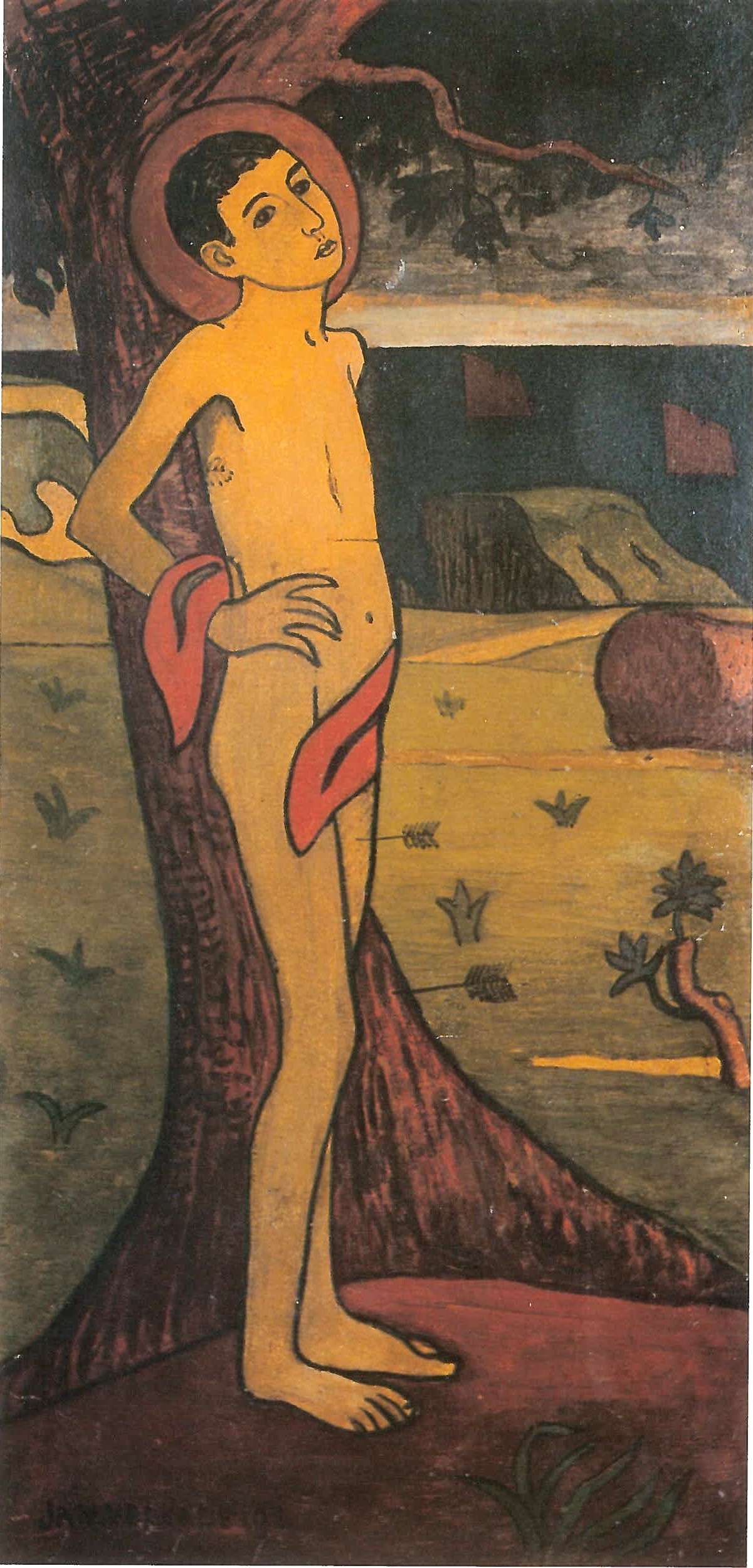
San Sebastián (1892)